# Кызылжиде
Кызылжиде (каз. Қызылжиде) — село в Панфиловском районе Жетысуской области Казахстана. Входит в состав Ушаралского сельского округа. Код КАТО — 195657300.

## Население
В 1999 году население села составляло 237 человек (118 мужчин и 119 женщин). По данным переписи 2009 года, в селе проживало 348 человек (195 мужчин и 153 женщины).